# Impalila
Impalila (czasami wymawiane Mpalila) – wyspa na dalekim wschodnim końcu Namibii, otoczona na północy wodami rzeki Zambezi i na południu przez rzekę Chobe. Mieszka tu około 300 ludzi w 25 małych wioskach, w tym Tswana (z Botswany) i Subia (z Namibii). 
Do Impalili zazwyczaj można dotrzeć z Kasane w Botswanie, na drugim brzegu rzeki Chobe. Działają namibijskie służby celne i posterunek imigracyjny na wyspie. Znajduje się tu również lotnisko z 1300-metrowym pasem startowym, używane dla rejsów czarterowych, by dowieźć turystów do różnych domków letniskowych na wyspie. Lotnisko jest pozostałością bazy wojskowej używanej w latach 80. XX wieku przez południowoafrykańskie siły obronne, strategicznie usytuowanej do obserwacji Botswany, Zambii i Zimbabwe. 
Impalila jest rządzona przez wodza, który ma władzę dawania ziemi ludziom w potrzebie.